# Satoshi Tanaka
Satoshi Tanaka (田中 聡?, Tanaka Satoshi; Nagano, 13 agosto 2002) è un calciatore giapponese, centrocampista del Sanfrecce Hiroshima e della nazionale giapponese.

## Carriera

### Club
Cresciuto nel settore giovanile dello Shonan Bellmare, ha esordito in prima squadra l'8 luglio 2020 disputando l'incontro di J1 League perso 3-2 contro lo Yokohama F·Marinos.

### Nazionale
Ha giocato nelle nazionali giovanili giapponesi Under-17 ed Under-23; con quest'ultima nel 2024 ha anche vinto il campionato asiatico di categoria.

## Statistiche

### Presenze e reti nei club
Statistiche aggiornate al 22 agosto 2022.
| Stagione        | Squadra         | Campionato      | Campionato | Campionato | Coppe nazionali | Coppe nazionali | Coppe nazionali | Coppe continentali | Coppe continentali | Coppe continentali | Altre coppe | Altre coppe | Altre coppe | Totale | Totale |
| Stagione        | Squadra         | Comp            | Pres       | Reti       | Comp            | Pres            | Reti            | Comp               | Pres               | Reti               | Comp        | Pres        | Reti        | Pres   | Reti   |
| --------------- | --------------- | --------------- | ---------- | ---------- | --------------- | --------------- | --------------- | ------------------ | ------------------ | ------------------ | ----------- | ----------- | ----------- | ------ | ------ |
| 2020            | Shonan Bellmare | J1              | 17         | 0          | CG+CdL          | 0+2             | 0               |                    | -                  | -                  |             | -           | -           | 19     | 0      |
| 2021            | Shonan Bellmare | J1              | 36         | 2          | CG+CdL          | 2+6             | 0               |                    | -                  | -                  |             | -           | -           | 44     | 2      |
| gen.-ago. 2022  | Shonan Bellmare | J1              | 17         | 0          | CG+CdL          | 1+6             | 0               |                    | -                  | -                  |             | -           | -           | 24     | 0      |
| 2022-2023       | Kortrijk        | D1              | 0          | 0          | CB              | 0               | 0               |                    | -                  | -                  |             | -           | -           | 0      | 0      |
| Totale carriera | Totale carriera | Totale carriera | 70         | 2          |                 | 17              | 0               |                    | -                  | -                  |             | -           | -           | 87     | 2      |

### Cronologia presenze e reti in nazionale
| Cronologia completa delle presenze e delle reti in nazionale ― Giappone | Cronologia completa delle presenze e delle reti in nazionale ― Giappone | Cronologia completa delle presenze e delle reti in nazionale ― Giappone | Cronologia completa delle presenze e delle reti in nazionale ― Giappone | Cronologia completa delle presenze e delle reti in nazionale ― Giappone | Cronologia completa delle presenze e delle reti in nazionale ― Giappone | Cronologia completa delle presenze e delle reti in nazionale ― Giappone | Cronologia completa delle presenze e delle reti in nazionale ― Giappone |
| Data                                                                    | Città                                                                   | In casa                                                                 | Risultato                                                               | Ospiti                                                                  | Competizione                                                            | Reti                                                                    | Note                                                                    |
| ----------------------------------------------------------------------- | ----------------------------------------------------------------------- | ----------------------------------------------------------------------- | ----------------------------------------------------------------------- | ----------------------------------------------------------------------- | ----------------------------------------------------------------------- | ----------------------------------------------------------------------- | ----------------------------------------------------------------------- |
| 12-7-2025                                                               | Yongin                                                                  | Giappone                                                                | 2 – 0                                                                   | Cina                                                                    | Coppa dell'Asia orientale 2025                                          | -                                                                       | 46’                                                                     |
| Totale                                                                  |                                                                         | Presenze                                                                | 1                                                                       |                                                                         | Reti                                                                    | 0                                                                       |                                                                         |

| Cronologia completa delle presenze e delle reti in nazionale ― Giappone under 23 | Cronologia completa delle presenze e delle reti in nazionale ― Giappone under 23 | Cronologia completa delle presenze e delle reti in nazionale ― Giappone under 23 | Cronologia completa delle presenze e delle reti in nazionale ― Giappone under 23 | Cronologia completa delle presenze e delle reti in nazionale ― Giappone under 23 | Cronologia completa delle presenze e delle reti in nazionale ― Giappone under 23 | Cronologia completa delle presenze e delle reti in nazionale ― Giappone under 23 | Cronologia completa delle presenze e delle reti in nazionale ― Giappone under 23 |
| Data                                                                             | Città                                                                            | In casa                                                                          | Risultato                                                                        | Ospiti                                                                           | Competizione                                                                     | Reti                                                                             | Note                                                                             |
| -------------------------------------------------------------------------------- | -------------------------------------------------------------------------------- | -------------------------------------------------------------------------------- | -------------------------------------------------------------------------------- | -------------------------------------------------------------------------------- | -------------------------------------------------------------------------------- | -------------------------------------------------------------------------------- | -------------------------------------------------------------------------------- |
| 26-10-2021                                                                       | Hirono                                                                           | Giappone under 23                                                                | 4 – 0                                                                            | Cambogia under 23                                                                | Qualificazioni Coppa d'Asia AFC Under-23 2022                                    | -                                                                                | 59’                                                                              |
| 23-3-2022                                                                        | Dubai                                                                            | Giappone under 23                                                                | 1 – 0                                                                            | Croazia under 23                                                                 | Amichevole                                                                       | -                                                                                | 65’                                                                              |
| 29-3-2022                                                                        | Dubai                                                                            | Arabia Saudita under 23                                                          | 0 – 1                                                                            | Giappone under 23                                                                | Amichevole                                                                       | -                                                                                | 44’                                                                              |
| 22-9-2022                                                                        | Marbella                                                                         | Svizzera under 23                                                                | 2 – 1                                                                            | Giappone under 23                                                                | Amichevole                                                                       | -                                                                                | 60’                                                                              |
| 26-9-2022                                                                        | Castel di Sangro                                                                 | Italia under 23                                                                  | 1 – 1                                                                            | Giappone under 23                                                                | Amichevole                                                                       | -                                                                                | 75’                                                                              |
| 24-3-2023                                                                        | Francoforte sul Meno                                                             | Germania under 23                                                                | 2 – 2                                                                            | Giappone under 23                                                                | Amichevole                                                                       | -                                                                                | 77’                                                                              |
| 14-10-2023                                                                       | Phoenix                                                                          | Messico under 23                                                                 | 1 – 4                                                                            | Giappone under 23                                                                | Amichevole                                                                       | -                                                                                | 46’                                                                              |
| 17-10-2023                                                                       | Phoenix                                                                          | Stati Uniti under 23                                                             | 4 – 1                                                                            | Giappone under 23                                                                | Amichevole                                                                       | -                                                                                | 76’                                                                              |
| 25-3-2024                                                                        | Kitakyūshū                                                                       | Giappone under 23                                                                | 2 – 0                                                                            | Ucraina under 23                                                                 | Amichevole                                                                       | 1                                                                                | 67’                                                                              |
| 22-4-2024                                                                        | Al Rayyan                                                                        | Giappone under 23                                                                | 0 – 1                                                                            | Corea del Sud under 23                                                           | Coppa d'Asia AFC Under-23 2024                                                   | -                                                                                | 63’                                                                              |
| Totale                                                                           |                                                                                  | Presenze                                                                         | 10                                                                               |                                                                                  | Reti                                                                             | 1                                                                                |                                                                                  |

## Palmarès

### Club

#### Competizioni nazionali
- Supercoppa del Giappone: 1

Sanfrecce Hiroshima: 2025

### Nazionale
- Coppa d'Asia Under-23: 1

2024